# Adam Kantor
Adam Kantor (Great Neck, 26 maggio 1986) è un attore e cantante statunitense.

## Biografia
Subito essersi laureato alla Northwestern University nel 2008, debutta a Broadway con il musical Rent e si unisce al cast finale dello spettacolo. Interpretava il giovane regista Mark Cohen e la sua performance è stata immortalata in Rent: Filmed Live on Broadway, la ripresa dell'ultima replica del musical a Broadway (la rappresentazione numero 5123). Nel 2010 si unisce al cast di un altro musical Premio Pulitzer a Broadway, Next to Normal. Ha recitato anche in altri quattro musical nell'Off Broadway: Avenue Q (2009), Romy and Michelle's High School Reunion (2011), Nobody Loves You (2012) e The Last 5 Years (2013).
Ha recitato anche in alcune serie televisive, tra cui The Good Wife.

## Filmografia

### Cinema
- Rent: Filmed Live on Broadway, regia di Michael John Warren (2008)
- A Novel Romance, regia di Allie Dvorin (2011)

### Televisione
- The Good Wife - serie TV, episodio 1x07 (2009)
- Aka Wyatt Cenac - miniserie TV, 6 episodi (2017)
- High Potential - serie TV, episodio 1x13 (2025)

## Doppiatori italiani
Nelle versioni in italiano delle opere in cui ha recitato, Adam Kantor è stato doppiato da:
- Raffaele Carpentieri in High Potential